# Repúbliques de Rússia
Les repúbliques són un tipus de subjecte federal de la Federació Russa. 21 repúbliques són reconegudes internacionalment com a part de Rússia, una altra està sota el seu control de facto. Les repúbliques originals van ser creades com a estats nacionals per a les minories ètniques. L'ètnia indígena que dona nom a la república s'anomena nacionalitat titular. Tanmateix, a causa de segles de migració russa, una nacionalitat titular pot no ser la majoria de la població de la seva república.
Formades a principis del segle XX per Vladimir Lenin i els bolxevics després del col·lapse de l'Imperi Rus el 1917, les repúbliques tenien la intenció de ser regions nominalment independents de la Rússia soviètica amb dret a l'autodeterminació. La postura conciliadora de Lenin envers les minories de Rússia els va convertir en aliats a la Guerra Civil Russa i amb la creació de la Unió Soviètica el 1922 les regions es van convertir en repúbliques autònomes, encara que subordinades a una República de la Unió. Encara que eren oficialment autònomes, les autonomies d'aquestes unitats administratives van variar al llarg de la història de la Unió Soviètica, però van romandre en gran part sota el control del govern central. La dècada de 1980 va veure un augment de la demanda d'autonomia quan la Unió Soviètica va iniciar reformes a gran escala del seu sistema centralitzat. L'any 1990, la majoria de les repúbliques autònomes van declarar la seva sobirania. La Unió Soviètica es va ensorrar el 1991 i Rússia es va independitzar. Les actuals repúbliques es van establir amb la signatura del Tractat de Federació l'any 1992, que els va donar drets i autonomia substancials.
Rússia és una federació asimètrica, ja que les repúbliques tenen les seves pròpies constitucions, llengües oficials i himnes nacionals, però altres subjectes no. Les repúbliques també tenien originalment més poders, tot i que el poder real variava entre les repúbliques, depenent en gran manera de la seva importància econòmica. Mitjançant la signatura de tractats bilaterals amb el govern federal, les repúbliques van obtenir una àmplia autoritat sobre les seves economies, polítiques internes i fins i tot les relacions exteriors durant la dècada de 1990. Tanmateix, després del canvi de segle, les reformes de centralització de Vladimir Putin van erradicar constantment l'autonomia de les repúbliques amb l'excepció de Txetxènia. Els acords bilaterals van ser abolits i, a la pràctica, ara tot el poder correspon al govern federal. Des de la finalització del tractat bilateral definitiu el 2017, alguns comentaristes consideren que Rússia ja no és una federació. 
El 2014, Rússia va envair i annexionar Crimea des d'Ucraïna, incorporant el territori com a República de Crimea. No obstant això, segueix sent reconegut internacionalment com a part d'Ucraïna. Durant la invasió russa d'Ucraïna el 2022, Rússia va declarar l'annexió de quatre províncies (òblasts) d'Ucraïna parcialment ocupades, inclòs el territori que havia estat sota el control de les repúbliques separatistes de Donetsk i Lugansk des del 2014, i va reclamar la totalitat de Donetsk i les óblasts de Luhansk com a repúbliques russes. Aquests també segueixen sent reconeguts internacionalment com a part d'Ucraïna.

## Història
Les repúbliques es van establir a la Rússia soviètica primerenca després del col·lapse de l'Imperi Rus. El 15 de novembre de 1917, Vladimir Lenin va publicar la Declaració dels Drets dels Pobles de Rússia, donant a les minories russes el dret a l'autodeterminació. Aquesta declaració, però, mai va ser realment destinada a concedir a les minories el dret a la independència i només es va utilitzar per obtenir suport entre els grups minoritaris per al naixent estat soviètic en la guerra civil russa posterior. Els intents de crear estats independents utilitzant la declaració de Lenin van ser suprimits durant la guerra civil pels bolxevics. Quan es va crear formalment la Unió Soviètica el 30 de desembre de 1922, les minories del país van quedar relegades a les Repúbliques Socialistes Soviètiques Autònomes (RSSA), que tenien menys poder que les repúbliques de la unió i estaven subordinades a aquestes. Arran de la guerra civil els bolxevics van iniciar un procés de delimitació per tal de traçar les fronteres del país. A través de la teoria de la nacionalitat de Ióssif Stalin, es van traçar fronteres per crear pàtries nacionals per a diversos grups ètnics reconeguts. Les primeres repúbliques com l'RSSA Kazakh i l'RSSA del Turquestan a l'Àsia central es van dissoldre i es van dividir per crear noves repúbliques. Amb la delimitació va arribar la política d'indigenització que va fomentar la desrussificació del país i la promoció de les llengües i la cultura minoritàries. Aquesta política també va afectar els russos ètnics i es va fer complir especialment a les RSSA on els indígenes ja eren una minoria a la seva pròpia terra, com l'RSSA Buriat. La llengua i la cultura van florir i, finalment, van institucionalitzar l'ètnia a l'aparell estatal del país. Malgrat això, els bolxevics van treballar per aïllar les noves repúbliques del país envoltant-les dins del territori rus per por que cerquessin la independència. El 1925, l'RSSA de Bashkir va perdre la seva frontera amb la futura RSS de Kazakhstan amb la creació de l'anomenat "corredor d'Orenburg", enclavant així tota la regió del Volga. La Província autònoma de Komi-Zyryan va perdre l'accés al mar de Barents i es va convertir en un enclavament el 15 de juliol de 1929 abans de ser actualitzada a RSSA de Komi el 1936.

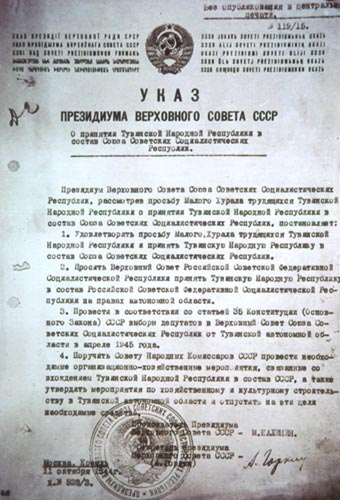
Decret del Presidium del Soviet Suprem sobre la incorporació de Tuvà a la Unió Soviètica com a òblast autònom, l'11 d'octubre de 1944. Tuva no es convertiria en RSSA fins al 1961.

A la dècada de 1930, l'estat d'ànim va canviar quan la Unió Soviètica sota Iòssif Stalin va deixar d'aplicar la indigenització i va començar a purgar els no russos del govern i la intel·lectualitat. Així, es va iniciar un període de russificació. El rus es va convertir en obligatori en totes les àrees d'ètnia no russa i l'escriptura ciríl·lica es va convertir en obligatòria per a totes les llengües de la Unió Soviètica. La constitució deia que les RSSA tenien poder per fer complir les seves pròpies polítiques dins del seu territori, però a la pràctica les RSSA i les seves nacionalitats titulars eren alguns dels més afectats per les purgues de Stalin i eren estrictament controlats per Moscou. A partir de 1937, els "nacionalistes burgesos" es van convertir en "l'enemic del poble rus" i la indigenització va ser abolida. El 22 de juny de 1941 Alemanya va envair la Unió Soviètica, obligant-la a entrar a la Segona Guerra Mundial, i va avançar profundament cap al territori rus. En resposta, Stalin va abolir la RSSA alemanya del Volga el 7 de setembre de 1941 i va exiliar els alemanys del Volga a l'Àsia central i Sibèria. Quan els soviètics es van imposar i van començar a reconquerir el territori el 1943, moltes minories del país van començar a ser vistes com a col·laboradors alemanys per Stalin i van ser acusades de traïció, especialment al sud de Rússia. Entre 1943 i 1945, els balkars ètnics els txetxens, els tàtars de Crimea, els ingúixos, i els calmucs van ser deportats en massa de la regió a parts remotes del país. Immediatament després de les deportacions, el govern soviètic va aprovar decrets que van liquidar l'RSSA de Kalmyk el 27 de desembre de 1943, l'RSSA de Crimea el 23 de febrer de 1944, la RSSA de Txetxènia-Ingúixa el 7 de març de 1944 i va canviar el nom de RSSA de Kabardino-Balkaria l'RSSA de Kabardia el 8 d'abril de 1944. Després de la mort de Stalin el 5 de març de 1953, el nou govern de Nikita Khrusxov va intentar desfer el seu polèmic llegat. Durant el seu discurs secret el 25 de febrer de 1956, Khrusxov va rehabilitar les minories de Rússia. L'RSSA de Kabardino-Balkaria i l'RSSA Txetxènia-Ingúixa van ser restaurades el 9 de gener de 1957, mentre que l'RSSA de Kalmyk es va restaurar el 29 de juliol de 1958. El govern, però, es va negar a restaurar l'RSSA del Volga alemany i l'RSSA de Crimea, la darrera de les quals va ser transferida a l'RSS d'Ucraïna el 19 de febrer de 1954.

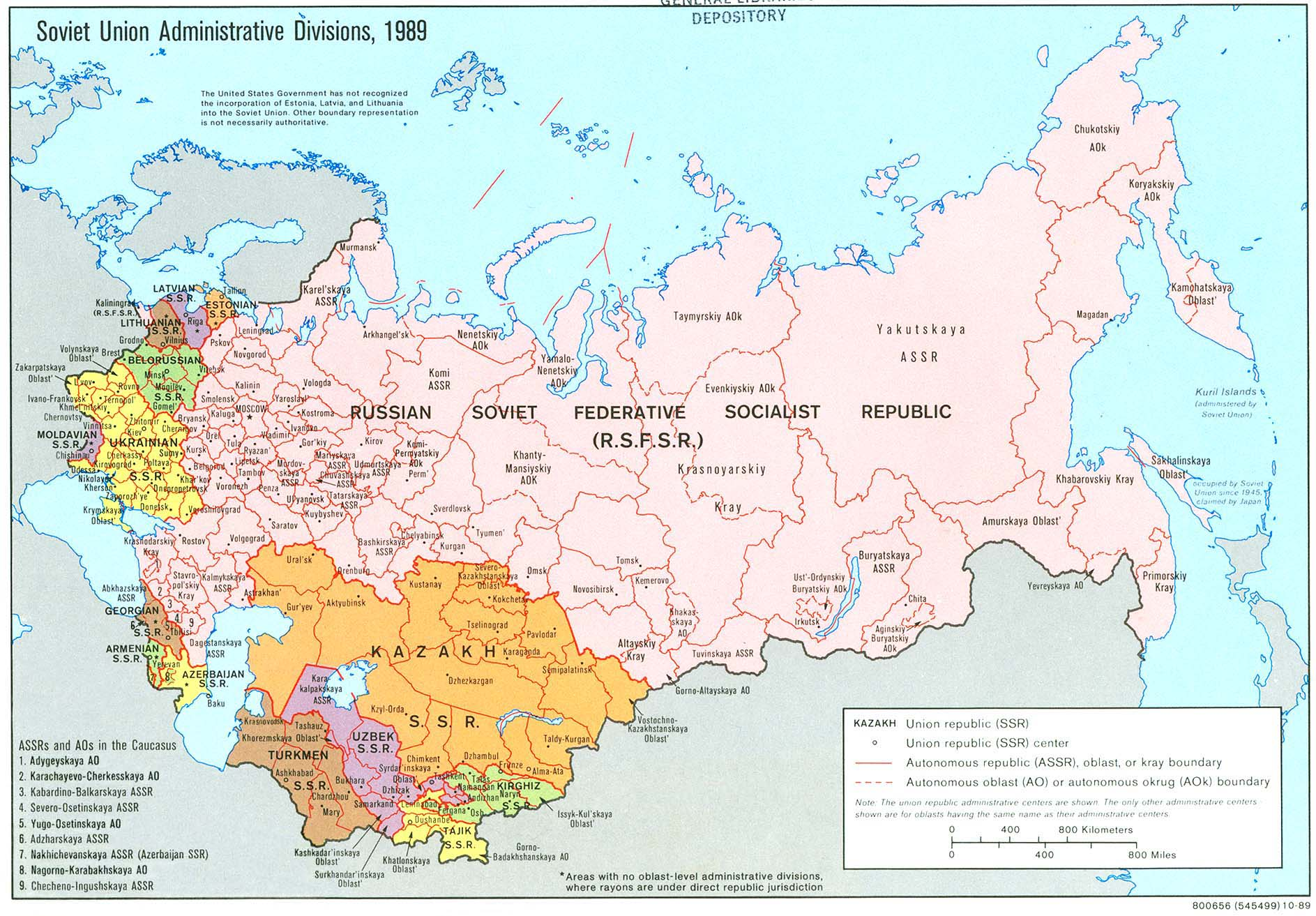
Repúbliques de la Unió Soviètica el 1954-1991

Les autonomies de les ASSR van variar molt al llarg de la història de la Unió Soviètica, però la russificació continuaria sense parar i la migració interna russa cap a les RSSA donaria lloc a que diversos indígenes esdevinguessin minories a les seves pròpies repúbliques. Al mateix temps, el nombre de RSSA va créixer; l'RSSA de Carèlia es va formar el 6 de juliol de 1956 després de ser una república de la unió des de 1940 mentre que l'estat parcialment reconegut de Tuva va ser annexat pels soviètics l'11 d'octubre de 1944 i es va convertir en l'RSSA de Tuvà el 10 d'octubre de 1961 A la dècada de 1980, la introducció de la glasnost per part del secretari general Mikhaïl Gorbatxov va començar un període de revitalització de la cultura minoritària a les RSSA. A partir de 1989, la Unió Soviètica de Gorbatxov i la RSFS de Rússia, liderats per Boris Eltsin, es van veure tancats en una lluita pel poder. Ieltsin va buscar el suport de les RSSA prometent poders més transferits i construir una federació "des de zero". El 12 de juny de 1990 l'RSSF Russa va emetre una Declaració de Sobirania de l'Estat, proclamant Rússia un estat sobirà les lleis del qual tenen prioritat sobre les soviètiques. El mes següent, Yeltsin va dir les RSSA que "prenguessin tanta sobirania com poguessin empassar" durant un discurs a Kazan, l'RSSA Tàtar. Aquests esdeveniments van impulsar a les RSSA a afirmar-se contra una Unió Soviètica ara debilitada. Al llarg de 1990 i 1991, la majoria de les RSSA van seguir l'exemple de Rússia i van emetre "declaracions de sobirania", elevant el seu estatus al de repúbliques de la unió dins d'una Rússia federal. L'RSSA del Daguestan i l'RSSA de Mordovia van ser les úniques repúbliques que no van proclamar la sobirania.
L'any final de la Unió Soviètica, s'estaven negociant per a un nou tractat per reestructurar el país en una confederació laxa. Gorbatxov va convidar a les RSSA a participar en la redacció del tractat, reconeixent-los així com a iguals a les repúbliques de la unió. Tanmateix, un intent de cop d'estat l'agost de 1991 va fer descarrilar les negociacions i les repúbliques de la unió van començar a declarar la seva independència durant tot l'any. La Unió Soviètica es va enfonsar el 26 de desembre de 1991 i la posició de les RSSA es va tornar incerta. Per llei, les RSSA no tenien el dret de separar-se de la Unió Soviètica com ho feien les repúbliques de la unió però la qüestió de la independència de Rússia, tanmateix, es va convertir en un tema de discussió en algunes de les RSSA. Les declaracions de sobirania adoptades per les RSSA es van dividir sobre el tema de la secessió. Alguns van defensar la integritat de la Federació Russa, d'altres van quedar silenciades sobre el tema, mentre que altres com la Komi, la Mari, i la Tuvana es reservaven el dret a l'autodeterminació. Yeltsin va ser un àvid partidari de la sobirania nacional i va reconèixer la independència de les repúbliques de la unió en el que es va anomenar una " desfilada de sobiranies". No obstant això, pel que fa a les RSSA, Yeltsin no va donar suport a la secessió i va intentar evitar que declaressin la independència. L'RSSA de Txetxènia-Ingúixa, dirigida per Djokhar Dudàiev, va declarar unilateralment la independència l'1 de novembre de 1991 i Ieltsin intentaria recuperar-la l'11 de desembre de 1994, començant la Primera Guerra Txetxena. Quan l'RSSA Tàtar va celebrar un referèndum sobre la independència el 21 de març de 1992, va fer declarar el vot il·legal pel Tribunal Constitucional.

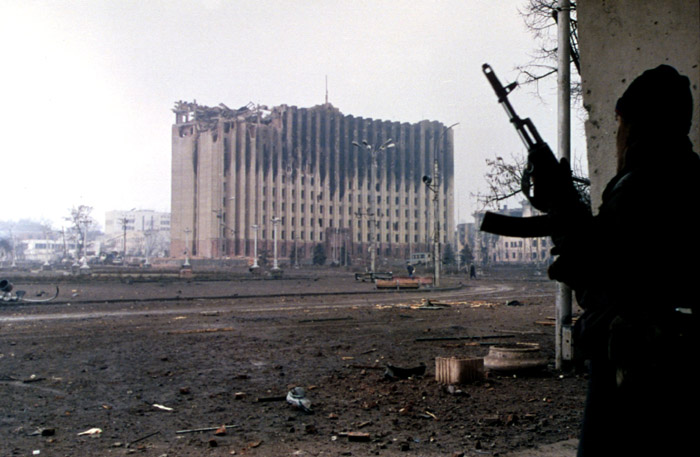
Un combatent txetxè a prop del palau presidencial cremat durant la batalla de Grozni, el gener de 1995. L'edifici es va convertir en un símbol de resistència per als partidaris de la República Txetxena d'Itxkèria.

El 31 de març de 1992, tots els subjectes de Rússia excepte l'RSSA Tàtara i l'estat de facto de Txetxènia van signar el Tractat de Federació amb el govern de Rússia, consolidant la seva estructura federal i Boris Yeltsin es va convertir en el primer president del país. Les RSSA es van dissoldre i es van convertir en les repúbliques actuals. El nombre de repúbliques va augmentar dràsticament a mesura que els òblasts autònoms d' Adigea, Gorno-Altai, Khakassia i Karatxai-Txerkèsia van ser elevades a repúbliques plenes, mentre que la part Ingúix de l'RSSA Txetxènia-Ingúixa es va negar a formar part de l'estat separatista i es va unir a Rússia com a República d'Ingúixia el 4 de juny de 1992. La República de Tatarstan va exigir el seu propi acord per preservar la seva autonomia dins de la Federació Russa i el 15 de febrer de 1994, Moscou i Kazan van signar un acord de repartiment del poder, en el qual a aquest últim se li va concedir un alt grau d'autonomia. Altres 45 regions, incloses les altres repúbliques, passarien a signar acords d'autonomia amb el centre federal. A mitjans dels anys noranta, l'estructura massa complexa dels diferents acords bilaterals entre els governs regionals i Moscou va provocar una crida a la reforma. La Constitució de Rússia era la llei suprema del país, però a la pràctica, els acords de repartiment del poder la van substituir mentre que la mala supervisió dels afers regionals deixava que les repúbliques fossin governades per líders autoritaris que governaven pel seu benefici personal. Mentrestant, la guerra a Txetxènia va entrar en un punt mort, ja que les forces russes no van poder prendre el control de la república malgrat que van capturar la capital Grozni el 8 de febrer de 1995 i van matar Dudàiev mesos després en un atac aeri. Davant un exèrcit desmoralitzat i una oposició pública universal a la guerra, Ieltsin es va veure obligat a signar l' Acord de Khasaviurt amb Txetxènia el 30 d'agost de 1996 i finalment va retirar les tropes. Un any més tard, Txetxènia i Rússia van signar el Tractat de Pau de Moscou, posant fi als intents de Rússia de recuperar la república. Quan la dècada s'acostava a la fi, les conseqüències de la fallida guerra txetxena i la posterior crisi financera russa de 1998 van fer que Tientsin dimitís el 31 de desembre de 1999.

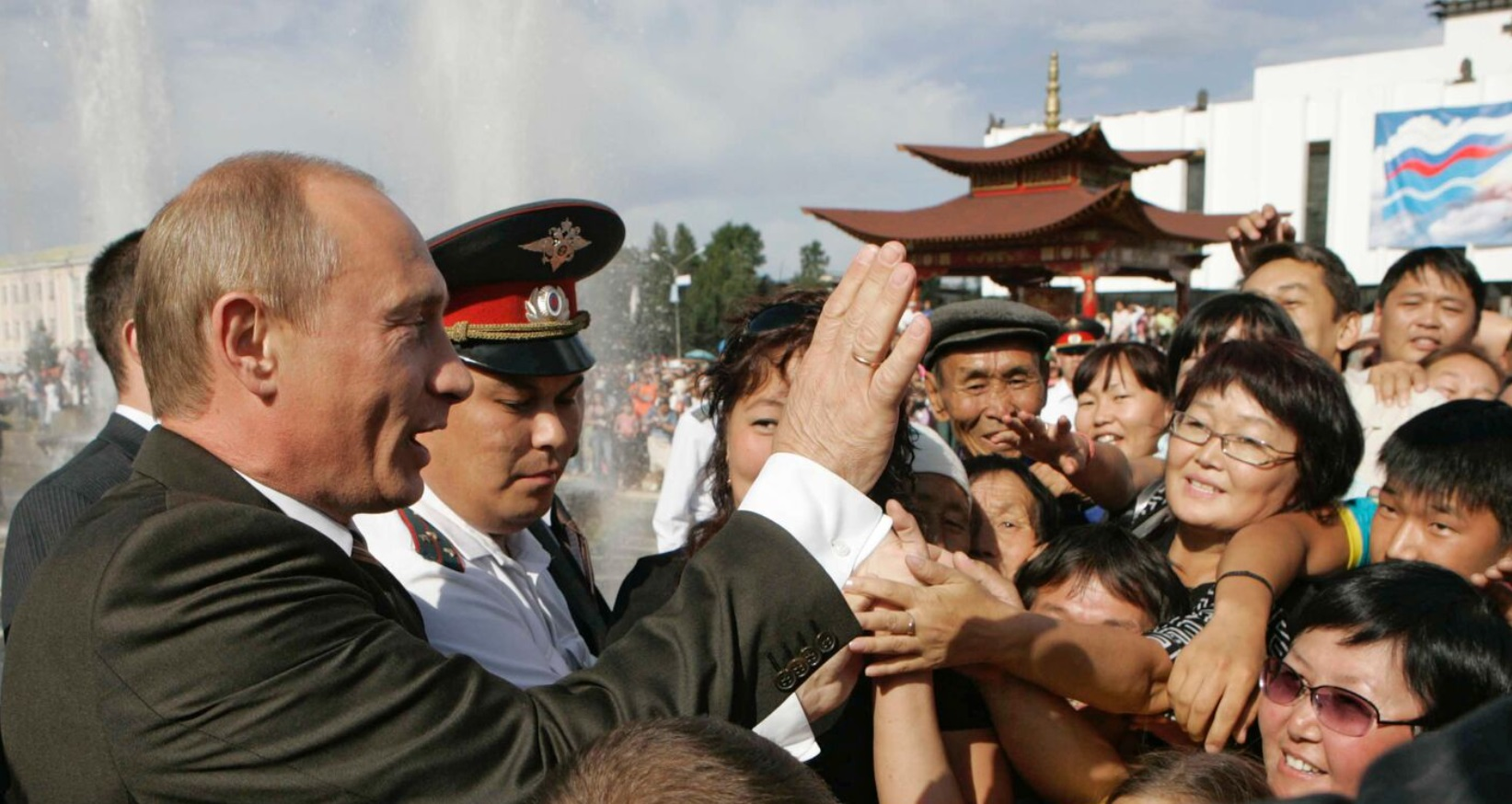
Vladímir Putin amb la població local a la república siberiana de Tuvà, 2007

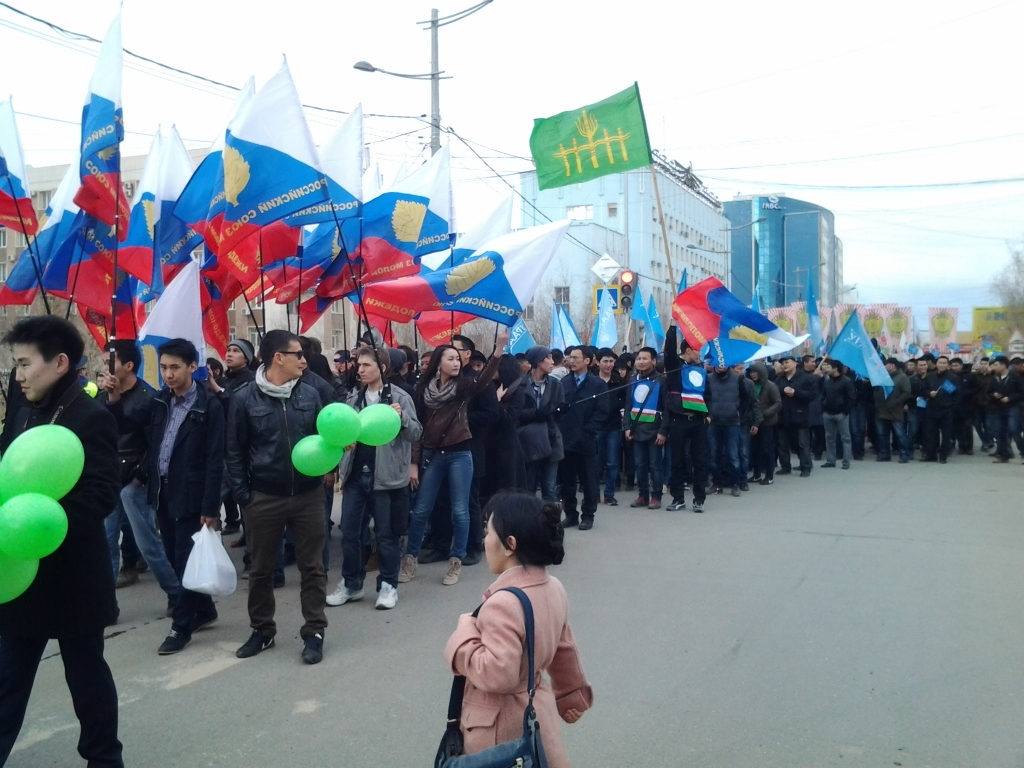
Celebracions del Dia de l'Estat a Iakutsk, la capital de la República de Sakhà, el 2013

Yeltsin va declarar Vladimir Putin com a president interí i el seu successor. Tot i preservar la independència de facto de la república després de la guerra, el nou president de Txetxènia, Aslan Maskhàdov, es va mostrar incapaç d'arreglar l'economia devastada de la república i de mantenir l'ordre a mesura que el territori esdevenia cada cop més il·legal i un caldo de cultiu per al fonamentalisme islàmic. Utilitzant aquesta il·legalitat, els extremistes van envair el veí Daguestan i van bombardejar diversos blocs d'apartaments a Rússia, i van fer que Putin enviés tropes a Txetxènia de nou l'1 d'octubre de 1999. La resistència txetxena es va ensorrar ràpidament davant d'un blitzkrieg federal i una campanya de bombardeig indiscriminat mentre les tropes capturaven Grozni el 6 de febrer de 2000 i van fer empènyer els rebels a les muntanyes. Moscou va imposar el domini directe a Txetxènia el 9 de juny de 2000 i el territori es va reintegrar oficialment a la Federació Russa com a República Txetxènia el 24 de març de 2003.
Putin participaria a les eleccions del 26 de març de 2000 amb la promesa de reestructurar completament el sistema federal i restaurar l'autoritat del govern central. Els acords de repartiment de poder van començar a caducar o acabar-se gradualment i després del 2003 només Tatarstan i Bashkortostan van continuar negociant les pròrrogues dels seus tractats. El tractat de repartiment del poder de Bashkortostan va expirar el 7 de juliol de 2005, deixant Tatarstan com la única república que mantenia la seva autonomia, que es va renovar l'11 de juliol de 2007. Després d'un atac dels separatistes txetxens a una escola de Beslan, Ossètia del Nord, Putin va abolir les eleccions directes per als governadors i va assumir el poder de nomenar-los i destituir-los personalment. Al llarg de la dècada, líders regionals influents com Mintimer Shaimiev de Tatarstan i Murtaza Rakhimov de Bashkortostan que es van mostrar inflexibles a l'hora d'estendre els seus acords bilaterals amb Moscou, van ser destituïts, eliminant els últims vestigis d'autonomia regional dels anys noranta. El 24 de juliol de 2017, va expirar l'acord de repartiment de poder de Tatarstan amb Moscou, convertint-se en l'última república que va perdre el seu estatus especial. Després de la finalització de l'acord, alguns comentaristes van expressar l'opinió que Rússia va deixar de ser una federació. El 2022, les repúbliques ètniques de Rússia van patir grans pèrdues a la guerra d'Ucraïna.

## Estat constitucional

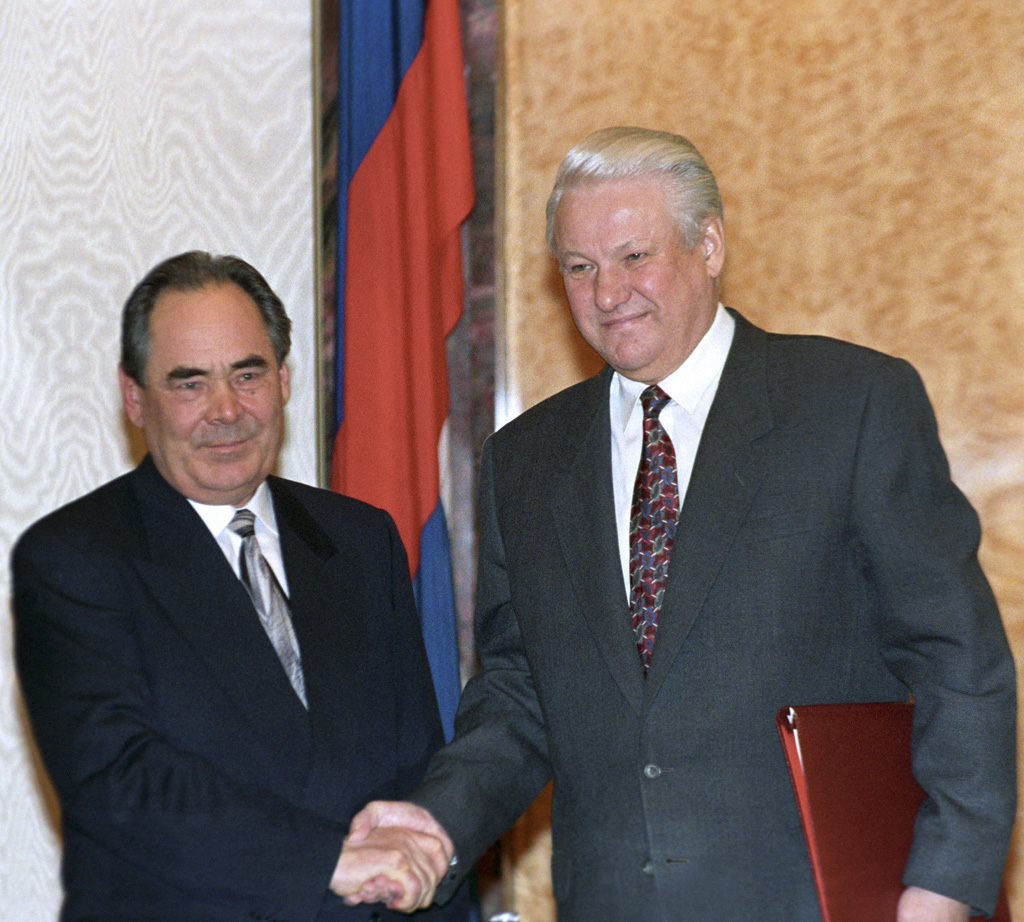
El president rus Boris Eltsin i el president de Tatarstan, Mintimer Shaimiev, es donen la mà després de signar un acord per atorgar poders a Tatarstan el 1994. Durant la dècada de 1990 les repúbliques tenien una autonomia important.

Les repúbliques es diferencien d'altres súbjectes federals pel fet que tenen el dret d'establir la seva pròpia llengua oficial, tenen la seva pròpia constitució i tenen un himne nacional. Altres subjectes federals, com ara els krais i óblasts, no tenen aquest dret explícitament. Durant la presidència de Boris Yeltsin, les repúbliques van ser els primers súbdits als quals se'ls va concedir un ampli poder per part del govern federal, i sovint se'ls va donar un tracte preferent sobre altres súbdits, fet que ha fet que Rússia es caracteritzi com una "federació asimètrica". El Tractat de Federació signat el 31 de març de 1992 estipulava que les repúbliques eren "estats sobirans" que havien ampliat els drets sobre els recursos naturals, el comerç exterior i els pressupostos interns. La signatura de tractats bilaterals amb les repúbliques els atorgaria poders addicionals, però, la quantitat d'autonomia donada variava segons la república i es basava principalment en la seva riquesa econòmica més que en la composició ètnica. A Sakha, per exemple, se li va concedir més control sobre els seus recursos, ja que va poder mantenir la major part dels seus ingressos i vendre i rebre els seus beneficis de manera independent a causa dels seus grans dipòsits de diamants. D'altra banda, Ossètia del Nord, una república més pobra, va rebre principalment més control sobre la defensa i la seguretat interna a causa de la seva ubicació al Caucas del Nord. Tatarstan i Bashkortostan tenien l'autoritat per establir les seves pròpies relacions exteriors i dur a terme acords amb governs estrangers. Això ha portat a les crítiques dels oblasts i krais. Després de la crisi constitucional russa de 1993, la constitució actual va ser aprovada però les repúbliques ja no van ser classificades com a "estats sobirans" i tots els súbdits de la federació van ser declarats iguals, tot i que mantenint la validesa dels acords bilaterals.
En teoria, la constitució de Rússia era la màxima autoritat sobre les repúbliques, però els tractats de repartiment del poder tenien més pes a la pràctica. Les repúbliques sovint van crear les seves pròpies lleis que contradeien la constitució. Yeltsin, però, va fer pocs esforços per frenar les lleis renegades, preferint fer els ulls grossos davant les violacions a canvi de lleialtat política. L'elecció de Vladimir Putin el 26 de març de 2000 va iniciar un període d'àmplies reformes per centralitzar l'autoritat amb el govern federal i alinear totes les lleis amb la constitució. El seu primer acte com a president va ser la creació de districtes federals el 18 de maig de 2000, que tenien l'encàrrec d'exercir el control federal sobre els súbdits del país. Més tard, Putin va establir l'anomenada "Comissió Kozak" el juny de 2001 per examinar la divisió de poders entre el govern i les regions. Les recomanacions de la Comissió es van centrar principalment a minimitzar la base de l'autonomia regional i transferir poders lucratius destinats a les repúbliques al govern federal. La centralització del poder continuaria a mesura que les repúbliques van perdent progressivament més i més autonomia davant el govern federal, la qual cosa va portar el Parlament Europeu a concloure que Rússia funciona com un estat unitari tot i ser oficialment una federació. El 29 de desembre de 2010, el president Dmitri Medvedev va signar una llei que prohibeix als líders de les repúbliques tenir el títol de "president". Tatarstan, però, va resistir els intents d'abolir el seu càrrec presidencial i va romandre l'única república que va mantenir el títol. Posteriorment, Putin va signar una llei que obligava Tatarstan a abolir el seu títol el juny de 2022. El 19 de juny de 2018 es va aprovar un projecte de llei que elevava l'estatus de la llengua russa a costa d'altres llengües oficials a les repúbliques. El projecte de llei autoritzava l'abolició de les classes obligatòries de llengües minoritàries a les escoles i la reducció de l'ensenyament voluntari a dues hores setmanals.

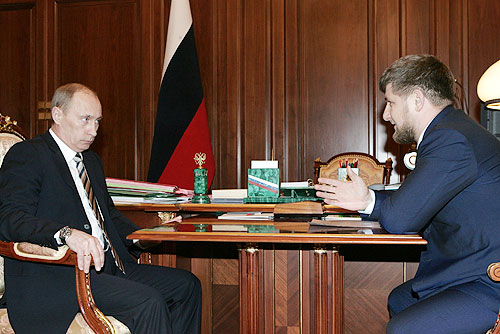
El president rus Vladimir Putin i el líder de Txetxènia Ramzan Kadyrov, el 2008

Txetxènia és l'única excepció als esforços de centralització de Putin. Amb la reentrada de la república a Rússia després de la Segona Guerra de Txetxènia, Txetxènia va rebre una àmplia autonomia a canvi de romandre dins del país. Al final de la guerra, Putin va comprar la lleialtat de les elits locals i va concedir a Txetxènia el dret de gestionar els seus propis afers en tractar amb els separatistes i governar-se fora del control rus en un procés anomenat "txetxenització". Amb el nomenament de Ramzan Kadírov per part de Putin per dirigir la república el 2007, la independència de Txetxènia ha crescut significativament. El govern rus atorga generosos subsidis a Txetxènia a canvi de la lleialtat i el manteniment de la seguretat a la regió. Els observadors han observat la reticència o la incapacitat de Putin per exercir el control sobre el govern de Kadírov per por que pugui desencadenar un altre conflicte. Txetxènia sota Kadírov opera fora de la llei russa, té la seva pròpia força de seguretat independent i duu a terme la seva pròpia política exterior de facto. Això ha fet que Txetxènia es caracteritzi com un "estat dins d'un estat".
Hi ha moviments secessionistes a la majoria de repúbliques, però en general no són molt forts. La constitució no fa menció de si una república pot separar-se legalment de la Federació Russa. No obstant això, el Tribunal Constitucional de Rússia va dictaminar després de la secessió unilateral de Txetxènia el 1991 que les repúbliques no tenen dret a la secessió i són parts inalienables del país. Malgrat això, algunes constitucions republicanes dels anys noranta tenien articles que els donaven el dret a independitzar-se. Això incloïa Tuva, la constitució del qual tenia un article que li donava explícitament el dret de secessió. No obstant això, després de les reformes de centralització de Putin a principis dels anys 2000, aquests articles van ser retirats posteriorment. La República de Kabardino-Balkària, per exemple, va adoptar una nova constitució l'any 2001 que impedia que la república existís independentment de la Federació Russa. Després de l'annexió de Crimea per part de Rússia, el 5 de juliol de 2014 la Duma de l'Estat va adoptar una llei per la qual era il·legal advocar per la secessió de qualsevol regió

## Estat del sud-est d'Ucraïna

Regions d'Ucraïna annexionades per Rússia, amb una línia vermella que marca l'àrea de control real de Rússia el 30 de setembre de 2022.

El 18 de març de 2014, Rússia es va annexionar la República Autònoma de Crimea d'Ucraïna després d'un referèndum no reconegut. La península esdevingué posteriorment la República de Crimea, la 22a república de Rússia. Tanmateix, Ucraïna i la majoria de la comunitat internacional no reconeixen l'annexió de Crimea i la Resolució 68/262 de l'Assemblea General de les Nacions Unides va declarar el vot il·legítim.
El 24 de febrer de 2022 Rússia va envair Ucraïna i va ocupar grans extensions del sud i l'est d'Ucraïna. Ja al març, els líders de la no reconeguda República Popular de Lugansk i la República Popular de Donetsk van expressar el seu desig d'unir-se a Rússia, originalment un cop Rússia va capturar tot el seu territori reclamat. No obstant això, després dels sobtats guanys d'Ucraïna a l'est al setembre, Rússia i les repúbliques no reconegudes van precipitar una sèrie de referèndums sobre l'annexió a Rússia. Els resultats del referèndum van afirmar que una majoria aclaparadora recolzava l'annexió. El 30 de setembre de 2022, Putin va anunciar formalment l'annexió de les dues repúbliques i dos óblasts de Kherson i Zaporíjia. Tanmateix, els referèndums van ser condemnats internacionalment com una farsa mentre que la Unió Europea i el G7 els van rebutjar com a il·legals. El secretari general de les Nacions Unides, António Guterres, va condemnar les annexions com una violació de la Carta de l'ONU. Segons el president ucraïnès Volodímir Zelenski, respectar les fronteres internacionals d'Ucraïna tal com es van establir el 1991 és una de les condicions no negociables per a la pau amb Rússia.

## Repúbliques
| Nom                                   | Mapa                         | Bandera | Capital       | Nacionalitat titular 2021 | Població (2021) | Àrea          |
| ------------------------------------- | ---------------------------- | ------- | ------------- | --- | --------------- | ------------- |
| República d'Adiguèsia                 | Map showing Adygea in Russia |         | Maikop        | Circassians (25.7%) | 496.934         | 7.792 km²     |
| República de l'Altai                  |                              |         | Gorno-Altaisk | Altai (37.0%) | 210.924         | 92.903 km²    |
| República de Baixkortostan            |                              |         | Ufà           | Baixkirs (31.5%) | 4.091.423       | 142.947 km²   |
| República de Buriàtia                 |                              |         | Ulan-Udè      | Buriats (32.5%) | 978.588         | 351.334 km²   |
| República de Txetxènia                |                              |         | Grozni        | Txetxens (96.4%) | 1.510.824       | 16.165 km²    |
| República de Txuvàixia                |                              |         | Txeboksari    | Txuvaixos (63.7%) | 1.186.909       | 18.343 km²    |
| República del Daguestan               |                              |         | Makhatxkalà   | Tretze nacionalitats indígenes (96.1%) LlistaAguls (0.9%) Avars (30.5%) Azeris (3.7%) Txetxens (3.2%) Dargins (16.6%) Kumyks (15.8%) Lacs (5.2%) Lesguians (13.3%) Nogais (1.2%) Rutuls (0.9%) Tabasarans (4.0%) Tats (0.5%) Tsakhurs (0.3%) | 3.182.054       | 50.270 km²    |
| República d'Ingúixia                  |                              |         | Magàs         | Inguixos (96.4%) | 509.541         | 3.123 km²     |
| República de Kabardino-Balkària       |                              |         | Nàltxik       | Balkars (13.7%) Kabardins (57.1%) | 904.200         | 12.470 km²    |
| República de Calmúquia                |                              |         | Elistà        | Kalmyks (62.5%) | 267.133         | 74.731 km²    |
| República de Karatxai-Txerkèssia      |                              |         | Txerkessk     | Abazins (8.1%) Kabardins (12.7%) Karatxais (44.4%) Nogais (3.7%) | 469.865         | 14.277 km²    |
| República de Carèlia                  |                              |         | Petrozavodsk  | Carelians (5.5%) | 533.121         | 180.520 km²   |
| República de Khakàssia                |                              |         | Abakan        | Khakas (12.7%) | 534.795         | 61.569 km²    |
| República de Komi                     |                              |         | Siktivkar     | Komi (22.3%) | 737.853         | 416.774 km²   |
| República de Marí El                  |                              |         | Ioxkar-Olà    | Mari (40.1%) | 677.097         | 23.375 km²    |
| República de Mordòvia                 |                              |         | Saransk       | Mordvins (38.7%) | 783.552         | 26.128 km²    |
| República d'Ossètia del Nord - Alània |                              |         | Vladikavkaz   | Ossetes (68.1%) | 687.357         | 7.987 km²     |
| República de Sakhà (Yakutia)          |                              |         | Iakutsk       | Iakuts (55.3%) | 995.686         | 3.083.523 km² |
| República del Tatarstan               |                              |         | Kazan         | Tàtars (53.6%) | 4.004.809       | 67.847 km²    |
| República de Tuvà                     |                              |         | Kizil         | Tuvans (88.7%) | 336.651         | 168.604 km²   |
| República d'Udmúrtia                  |                              |         | Ijevsk        | Udmurts (24.1%) | 1.452.914       | 42.061 km²    |

## Repúbliques propostes
En resposta a l'aparent desigualtat federal, en què les repúbliques van rebre privilegis especials durant els primers anys del mandat de Ieltsin a costa d'altres súbdits, Eduard Rossel, llavors governador de l'oblast de Sverdlovsk i defensor de la igualtat de drets per a tots els súbdits, va intentar transformar el seu óblast a la República dels Urals l'1 de juliol de 1993 per tal de rebre els mateixos beneficis. Inicialment, Ieltsin va dissoldre la república i va acomiadar Rossel el 9 de novembre de 1993. L'únic altre intent de crear formalment una república es va produir a l'oblast de Vólogda quan les autoritats van declarar el seu desig de crear una "República de Vólogda" el 14 de maig. 1993. Aquesta declaració, però, va ser ignorada per Moscou i finalment es va esvair de la consciència pública. Altres intents de crear unilateralment una república mai es van materialitzar. Aquests incloïen una "República Pomor" a l'oblast d'Arkhangelsk, una "República dels Urals del Sud" a l'oblast de Txeliàbinsk, una "República de Txukotka" a la província autònoma de Txukotka, una "República de Ienissei" a l'óblast d'Irkutsk, una "República de Leningrad" a l'oblast de Leningrad, una "República de Nenets" al districte autònom de Nenets, una "República de Sibèria" a l'oblast de Novossibirsk, una "República de Primorski" al krai de Primórie, una "República de la Neva" a la ciutat de Sant Petersburg, i una república formada per onze regions a l'oest de Rússia centrades al voltant de l'oblast d'Oriol.
Altres intents de crear repúbliques van arribar en forma de fraccionament de territoris ja existents. Després de l'enfonsament de la Unió Soviètica, es va presentar una proposta per dividir la República Karatxai-Txerkess en múltiples repúbliques més petites. La idea va ser rebutjada per referèndum el 28 de març de 1992. Una proposta similar es va produir a la República de Mordòvia per dividir-la per separar les pàtries d'Erzian i Mokxan. La proposta va ser rebutjada l'any 1995.